# Argia lugens
Argia lugens е вид водно конче от семейство Coenagrionidae. Видът не е застрашен от изчезване.

## Разпространение
Разпространен е в Мексико (Веракрус, Долна Калифорния, Дуранго, Идалго, Керетаро, Наярит, Оахака, Сонора, Чиапас и Чиуауа) и САЩ (Аризона, Калифорния, Колорадо, Ню Мексико, Оклахома, Орегон, Тексас и Юта).

## Описание
Популацията на вида е стабилна.